# Enrico Falqui (paesaggista)
Enrico Falqui (Firenze, 31 agosto 1946) è un politico italiano, esponente della Federazione dei Verdi e già parlamentare europeo.

## Biografia
Paesaggista, è professore associato in pianificazione ambientale e progettazione del paesaggio presso il dipartimento di Architettura di Firenze. È anche vicedirettore del laboratorio di ricerca Landscape Design Lab presso il medesimo dipartimento. Dal 2014 al 2017 ha promosso il programma di conferenze internazionali Open session on Landscape per conto del Dipartimento di Architettura di Firenze.
È membro di numerose organizzazioni scientifiche internazionali quali ECLAS, ICOMOS, Landscape Learn Enterprise of London e anche direttore di alcune collane di libri quali "Terre e Paesaggi di confine" della casa editrice Edizioni ETS di Pisa e della collana "Maestri del Paesaggio" della edizioni Libria, Roma. È attualmente direttore di NIP Magazine bimestrale online di Architettura del Paesaggio e Progettazione urbana Edizioni ETS, Pisa.
Nel 1985 diviene Consigliere regionale della Toscana per la Lista Verde. È stato poi eletto deputato europeo alle elezioni del 1989 per la lista dei Verdi: a Strasburgo è stato membro della Commissione per l'agricoltura, la pesca e lo sviluppo rurale, della Delegazione per le relazioni con il Giappone, della Commissione per le petizioni e della Delegazione per le relazioni con i paesi dell'Asia del Sud e l'Associazione per la cooperazione regionale dell'Asia del Sud (SAARC).
Alle elezioni politiche del 1994 viene eletto senatore per i Progressisti nel collegio uninominale di Sesto Fiorentino, aderendo poi al gruppo Verdi-La Rete, rimanendo in carica fino alla primavera 1996.
Alle elezioni comunali di Firenze del 1999 è candidato sindaco per Rifondazione Comunista, ottiene il 5,35% e viene eletto consigliere comunale di opposizione, rimanendo in carica fino al 2004.